# Campionati mondiali di canoa/kayak 1975
I 12esimi Campionati mondiali di canoa/kayak si sono svolti a Belgrado (Jugoslavia) nel 1975.

## Medagliere
| Pos. | Paese            | Oro | Argento | Bronzo | Totale |
| ---- | ---------------- | --- | ------- | ------ | ------ |
| 1    | Unione Sovietica | 6   | 3       | 3      | 12     |
| 2    | Ungheria         | 4   | 3       | 5      | 12     |
| 3    | Germania Est     | 4   | 2       | 1      | 7      |
| 4    | Italia           | 2   | 1       | 0      | 3      |
| 5    | Spagna           | 1   | 0       | 1      | 2      |
| 6    | Norvegia         | 1   | 0       | 0      | 1      |
| 7    | Romania          | 0   | 6       | 2      | 8      |
| 8    | Polonia          | 0   | 1       | 3      | 4      |
| 9    | Cecoslovacchia   | 0   | 1       | 0      | 1      |
| 9    | Germania Ovest   | 0   | 1       | 0      | 1      |
| 11   | Bulgaria         | 0   | 0       | 2      | 2      |
| 12   | Jugoslavia       | 0   | 0       | 1      | 1      |

## Medaglie Canoa

### C1 500m
| Posizione | Atleta           | Paese            | Tempo |
| --------- | ---------------- | ---------------- | ----- |
|           | Serhei Petrenko  | Unione Sovietica |       |
|           | Miklos Darvas    | Ungheria         |       |
|           | Borislav Ananiev | Bulgaria         |       |

### C1 1000m
| Posizione | Atleta          | Paese            | Tempo |
| --------- | --------------- | ---------------- | ----- |
|           | Vasyl Yurchenko | Unione Sovietica |       |
|           | Ivan Patzaichin | Romania          |       |
|           | Tamás Wichmann  | Ungheria         |       |

### C1 10000m
| Posizione | Atleta          | Paese            | Tempo |
| --------- | --------------- | ---------------- | ----- |
|           | Vasyl Yurchenko | Unione Sovietica |       |
|           | Karoli Szegedi  | Ungheria         |       |
|           | Matija Ljubek   | Jugoslavia       |       |

### C2 500m
| Posizione | Atleta                            | Paese            | Tempo |
| --------- | --------------------------------- | ---------------- | ----- |
|           | Yuri Lobanov Aleksandr Vinogradov | Unione Sovietica |       |
|           | Jiri Ctvrtecka Tomas Sach         | Cecoslovacchia   |       |
|           | Gabor Arva Peter Povazsai         | Ungheria         |       |

### C2 1000m
| Posizione | Atleta                              | Paese            | Tempo |
| --------- | ----------------------------------- | ---------------- | ----- |
|           | Gabor Arva Peter Povazsai           | Ungheria         |       |
|           | Gheorghe Danielov Gheorghe Simionov | Romania          |       |
|           | Aleksandr Vinogradov Roman Vyshenko | Unione Sovietica |       |

### C2 10000m
| Posizione | Atleta                        | Paese            | Tempo |
| --------- | ----------------------------- | ---------------- | ----- |
|           | Mihai Lobanov Vladas Cheiunas | Unione Sovietica |       |
|           | Tamás Buday Oszkár Frey       | Ungheria         |       |
|           | Ivan Burtchin Stefan Iliev    | Bulgaria         |       |

## Medaglie Kayak

### K1 500m
| Posizione | Atleta               | Paese    | Tempo |
| --------- | -------------------- | -------- | ----- |
|           | Géza Csapó           | Ungheria |       |
|           | Vasile Dîba          | Romania  |       |
|           | Grzegorz Sledziewski | Polonia  |       |

| Posizione | Atleta                     | Paese            | Tempo |
| --------- | -------------------------- | ---------------- | ----- |
|           | Anke Ohde                  | Germania Est     |       |
|           | Galina Kreft               | Unione Sovietica |       |
|           | Maria Nichiforov-Mihoreanu | Romania          |       |

### K1 4x500m
| Posizione | Atleta                                                                                            | Paese    | Tempo |
| --------- | ------------------------------------------------------------------------------------------------- | -------- | ----- |
|           | Ivan Herczeg Jozsef Svidro Zoltán Sztanity Peter Varhelyi                                         | Ungheria |       |
|           | Vasile Dîba Ion Dragulschi Zoltan Eseanu Mihai Zafiu                                              | Romania  |       |
|           | José Ramón López Diaz-Flor Herminio Menéndez Rodriguez Luis Gregoria Ramos Misioné Martín Vázquez | Spagna   |       |

### K1 1000m
| Posizione | Atleta               | Paese        | Tempo |
| --------- | -------------------- | ------------ | ----- |
|           | Oreste Perri         | Italia       |       |
|           | Grzegorz Sledziewski | Polonia      |       |
|           | Rüdiger Helm         | Germania Est |       |

### K1 10000m
| Posizione | Atleta         | Paese          | Tempo |
| --------- | -------------- | -------------- | ----- |
|           | Oreste Perri   | Italia         |       |
|           | Erich Pasch    | Germania Ovest |       |
|           | Kasimirz Nikin | Polonia        |       |

### K2 500m
| Posizione | Atleta                              | Paese            | Tempo |
| --------- | ----------------------------------- | ---------------- | ----- |
|           | Nikolai Ostapkovich Viktor Vorobiev | Unione Sovietica |       |
|           | Herbert Laabs Harald Marg           | Germania Est     |       |
|           | Policarp Malîhin Larion Serghei     | Romania          |       |

| Posizione | Atleta                           | Paese            | Tempo |
| --------- | -------------------------------- | ---------------- | ----- |
|           | Bärbel Köster Carola Zirzow      | Germania Est     |       |
|           | Galina Kreft Ekaterina Nagirnaja | Unione Sovietica |       |
|           | Maria Kazanecka Katarina Kulczak | Polonia          |       |

### K2 1000m
| Posizione | Atleta                           | Paese        | Tempo |
| --------- | -------------------------------- | ------------ | ----- |
|           | Gerhard Rummel Alexander Slatnow | Germania Est |       |
|           | Policarp Malîhin Larion Serghei  | Romania      |       |
|           | József Deme János Rátkai         | Ungheria     |       |

### K2 10000m
| Posizione | Atleta                         | Paese            | Tempo |
| --------- | ------------------------------ | ---------------- | ----- |
|           | Zoltán Bakó István Szabó       | Ungheria         |       |
|           | Danio Merli Giorgio Sbruzzi    | Italia           |       |
|           | Valerie Chemeza Petras Shupkas | Unione Sovietica |       |

### K4 500m
| Posizione | Atleta                                                                  | Paese            | Tempo |
| --------- | ----------------------------------------------------------------------- | ---------------- | ----- |
|           | Bärbel Köster Bettina Müller Anke Ohde Carola Zirzow                    | Germania Est     |       |
|           | Larisa Besnitzkaja Galina Kreft Ekaterina Nagirnaja Nadezda Trahimenkov | Unione Sovietica |       |
|           | Agnes Poznonyi Katalin Rozsnyoi Ilona Tozser Mária Zakariás             | Ungheria         |       |

### K4 1000m
| Posizione | Atleta                                                                                           | Paese        | Tempo |
| --------- | ------------------------------------------------------------------------------------------------ | ------------ | ----- |
|           | Jose Celorrio José Ramón López Diaz-Flor Herminio Menéndez Rodriguez Luis Gregoria Ramos Misioné | Spagna       |       |
|           | Rüdiger Helm Herbert Laabs Harald Marg Gerhard Rummel                                            | Germania Est |       |
|           | Zoltán Bakó Géza Csapó József Deme János Rátkai                                                  | Ungheria     |       |

### K4 10000m
| Posizione | Atleta                                                                | Paese            | Tempo |
| --------- | --------------------------------------------------------------------- | ---------------- | ----- |
|           | Steinar Amundsen Andreas Olheim Einar Rasmussen Olaf Soyland          | Norvegia         |       |
|           | Costel Cosnita Zoltan Eseanu Cuprian Macarencu Vasile Simiocenko      | Romania          |       |
|           | Leonid Derevianko Nikolai Gorbarchev Anatoliy Shariukhin Peter Shurga | Unione Sovietica |       |